# Melanoxanthus rufotactus
Melanoxanthus rufotactus là một loài bọ cánh cứng trong họ Elateridae. Loài này được Ernest Candèze miêu tả khoa học năm 1878.